# Vickers .50
12,7-мм великокаліберний кулеме́т «Vickers .50» (англ. Vickers .50 machine gun) — британський великокаліберний кулемет, що був прийнятий на озброєння у 1932 році. Кулемет був розроблений на базі 7,7-мм єдиного кулемету «Vickers .303», зі збільшенням калібру й відповідно усіх складових деталей кулемету.

## Відео
- Shooting the Vickers Machine Gun [Архівовано 25 серпня 2014 у Wayback Machine.]